# Torrellano Club de Fútbol
El Torrellano Club de Fútbol fue un equipo de fútbol español con sede en Torrellano, Elche, en la Comunidad Valenciana. Fue fundado en 1983. Comenzó jugando en el ya desaparecido campo de fútbol de la carretera del cementerio, junto a la antigua fábrica de cartón. En 1991 se traslada al Polideportivo Isabel Fernández de Torrellano, con una capacidad de 2000 espectadores.

## Historia
Fundado en 1983, el Torrellano C.F. permaneció los primeros 16 años de su existencia compitiendo en las ligas regionales. En 2000 logra su primer ascenso a Tercera División permaneciendo 5 temporadas.
En el verano de 2009 el club se fusionó con Club Deportivo Illice, creando Torrellano-Íllice Club de Fútbol.

### Cambio de denominación
- Torrellano Club de Fútbol (1983-2009)
- Torrellano-Íllice Club de Fútbol (2009-2011)
- Huracán Valencia Club de Fútbol (2011-2016)
- Club de Fútbol Huracán Moncada (2016-)

## Temporada a temporada
| Temporada | Categoría | División   | Puesto | Copa del Rey |
| --------- | --------- | ---------- | ------ | ------------ |
| 1987/88   | 6         | 1ª Reg.    | 8.º    |              |
| 1988/89   | 6         | 1ª Reg.    | 11.º   |              |
| 1989/90   | 6         | 1ª Reg.    | 4.º    |              |
| 1990/91   | 6         | 1ª Reg.    | 5.º    |              |
| 1991/92   | 6         | 1ª Reg.    | 3.º    |              |
| 1992/93   | 6         | 1ª Reg.    | 9.º    |              |
| 1993/94   | 6         | 1ª Reg.    | 5.º    |              |
| 1994/95   | 6         | 1ª Reg.    | 4.º    |              |
| 1995/96   | 6         | 1ª Reg.    | 8.º    |              |
| 1996/97   | 6         | 1ª Reg.    | 1.º    |              |
| 1997/98   | 5         | Reg. Pref. | 5.º    |              |

| Temporada | Categoría | División   | Puesto | Copa del Rey |
| --------- | --------- | ---------- | ------ | ------------ |
| 1998/99   | 5         | Reg. Pref. | 3.º    |              |
| 1999/00   | 5         | Reg. Pref. | 2.º    |              |
| 2000/01   | 4         | 3.ª        | 11.º   |              |
| 2001/02   | 4         | 3.ª        | 16.º   |              |
| 2002/03   | 4         | 3.ª        | 9.º    |              |
| 2003/04   | 4         | 3.ª        | 11.º   |              |
| 2004/05   | 4         | 3.ª        | 19.º   |              |
| 2005/06   | 5         | Reg. Pref. | 6.º    |              |
| 2006/07   | 5         | Reg. Pref. | 3.º    |              |
| 2007/08   | 5         | Reg. Pref. | 4.º    |              |
| 2008/09   | 5         | Reg. Pref. | 1.º    |              |

- 5 temporadas en Tercera División